# Чувашские Ишли
Чувашские Ишли — село в Дрожжановском районе Татарстана. Входит в состав Матакского сельского поселения.

## География
Находится в юго-западной части Татарстана на расстоянии приблизительно 9 км на северо-запад по прямой от районного центра села Старое Дрожжаное, прилегает с востока к селу Матаки.

## История
Известно с 1654 года.

## Население
В селе числилось в 1859 году — 447 жителей, в 1884 — 555, в 1897 — 645, в 1920 — 856, в 1926 — 988, в 1938 — 1030, в 1949 — 892, в 1958 — 813, в 1970 — 982, в 1979 — 706, в 1989 — 355. Постоянное население составляло 282 человека (чуваши 98 %) в 2002 году, 239 — в 2010.